# La Puebla de Valdavia
La Puebla de Valdavia település Spanyolországban, Palencia tartományban.  Lakosainak száma 81 fő (2024).

## Népesség
A település népessége az elmúlt években az alábbi módon változott:
| Lakosok száma | 156  | 148  | 128  | 117  | 114  | 106  | 108  | 100  | 86   | 81   |
|               | 2001 | 2004 | 2007 | 2009 | 2012 | 2014 | 2017 | 2019 | 2022 | 2024 |